# Melloria quoyi
El verdugo negro (Melloria quoyi) es una especie de ave paseriforme de la familia Artamidae, la única en el género monotípico Melloria, anteriormente situado en Cracticus. Es propio de Australasia.
En el 2013 se publicaron resultados de un estudio molecular que indicaba que era el taxón hermano del Cracticus tibicen. El ancestro de ambas especies se cree se separó de los otros verdugos hace unos 8.3 a 4.2 millones de años, hacia fines del Mioceno - comienzos del Plioceno, mientras que las dos especies divergieron durante el Plioceno (hace 5.8–3.0 millones de años).

## Descripción
El verdugo negro mide entre 32,5 a 45 cm de largo. Esta ave es de un vistoso color azul-negro, con un gran pico pesado con un gancho en su extremo. El pico es color gris-azulado y su extremo negro. Los ejemplares inmaduros son grises a rufos marmoleados, sin embargo los ejemplares en el noreste de Queensland, mantienen esta coloración como adultos. Es un ave muy tímida.

## Distribución y hábitat
Se encuentra en el norte de Australia, el sur de Nueva Guinea, y algunas islas menores aledañas como las islas Aru, Yapen, las Raja Ampat y las islas del estrecho de Torres.
Sus hábitats naturales son los bosques húmedos tropicales y los manglares tropicales.